# Université nationale de Séoul (métro de Séoul)
Université nationale de Séoul (en coréen : 서울대입구 et officiellement en anglais : Seoul National University) est une station de passage de la ligne 2 du métro de Séoul. Elle est située 1822, Nambusunhwan-ro, dans l'arrondissement de Gwanak-gu à Séoul en Corée du Sud.
Ouverte en 1983, elle est desservie par les rames omnibus qui circulent sur la ligne 2.

## Situation sur le réseau

Plan du réseau (2023)

Établie en souterrain, la station Université nationale de Séoul est située sur la ligne circulaire de la ligne 2 du métro de Séoul entre les stations Bongcheon, en direction de Hôtel de Ville, rotation dans le sens des aiguilles d'une montre, et Nakseongdae, en direction de Hôtel de Ville, rotation dans le sens inverse des aiguilles d'une montre.

## Histoire
La station Université nationale de Séoul est mise en service le 17 décembre 1983 lors de l'ouverture à l'exploitation du tronçon de Université nationale de pédagogie de Séoul à Université nationale de Séoul,.

## Services aux voyageurs

### Accès et accueil
Établie 1822, Nambusunhwan-ro, la station dispose de 4 accès, numérotés de 1 à 4. Des escaliers, escaliers mécaniques et ascenseurs permettent les circulations piétonnes entre les différents niveaux. Elle est notamment équipée d'automates pour l'achat de titres de transport. Les quais de la station sont équipés de portes palières.

### Desserte
Université nationale de Séoul  est desservie par les rames omnibus qui circulent sur la ligne 2.

Installations ligne 2
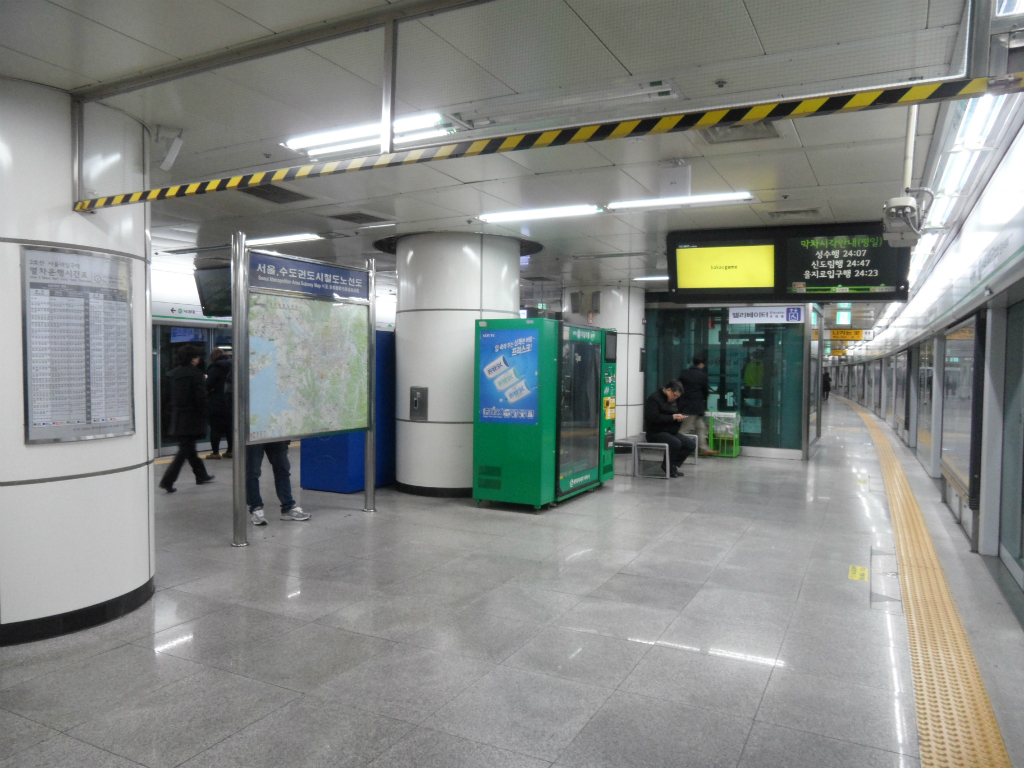
En 2016.
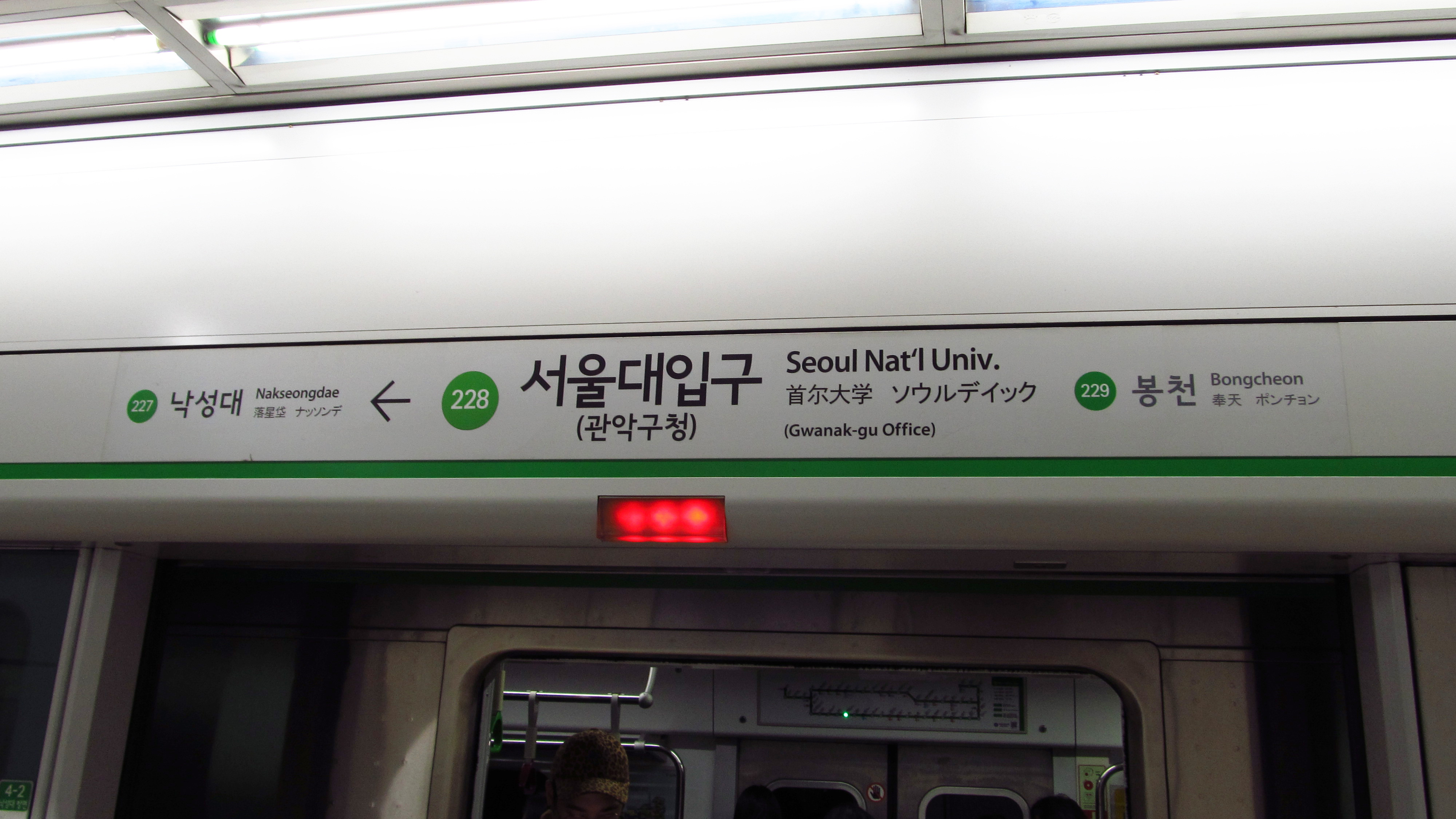
En 2018.
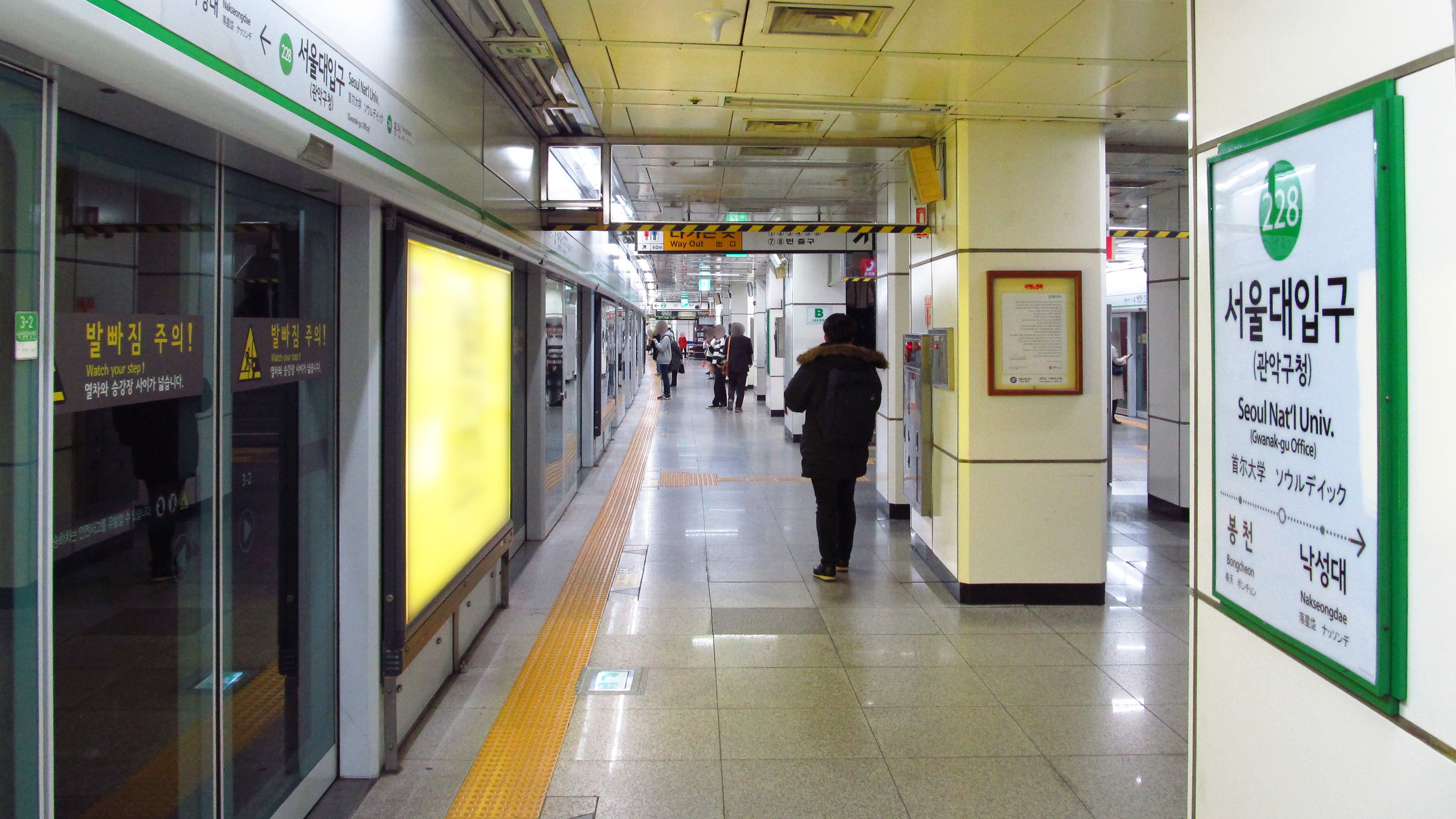
En 2018.

### Intermodalité
Des arrêts de bus urbains sont situés à proximité de certains accès.

## À proximité
On y trouve des établissements scolaires et notamment l'Université nationale de Séoul, mais aussi le marché de Jungang.